# Ruine Alt-Schauenburg
Die Ruine Alt-Schauenburg ist die Jüngere  der zwei Schauenburgen westlich von Frenkendorf im Schweizer Kanton Basel-Landschaft.

## Lage
Die Ruine der Spornburg liegt bei 640 m ü. M. auf dem Chleiflüeli, einem der Schauenburgflue benachbarten Felskopf, rund 500 Meter westlich von Schauenburg Bad. Auf der östlichen, südlichen und nördlichen Seite bilden lotrechte Felswände kaum zu überwindende Annäherungshindernisse. Der Felskopf weist zwei Vertikalrisse auf, die bereits vor dem Bau der Burg bestanden (und nicht erst im Basler Erdbeben 1356 entstanden).

## Anlage
Die Kernburg ist im Süden, Westen und teilweise auch Norden von einem Halsgraben umgeben, der teilweise bestehende natürliche Felsformationen erweiterte. Die Steinbruchtätigkeit, die wie meist auch zur Gewinnung von Baumaterial diente, ist auch heute noch klar ersichtlich. Der Zugang erfolgt an der südwestlichen Ecke. Dominiert wird die Anlage von der bis zu vier Meter mächtigen Schildmauer an der Westseite, die an der nordwestlichen und südwestlichen Ecke von je einem runden Eckrisaliten abgeschlossen wird.

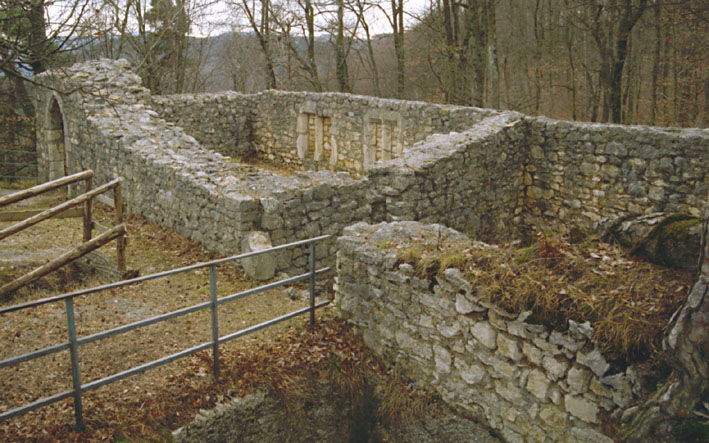
Wohnbau: Zwei Räume (März 2010)

Hinter der Schildmauer befanden sich zwei Wohnräume, die beide ebenerdige Zugänge aus dem Burghof aufweisen.

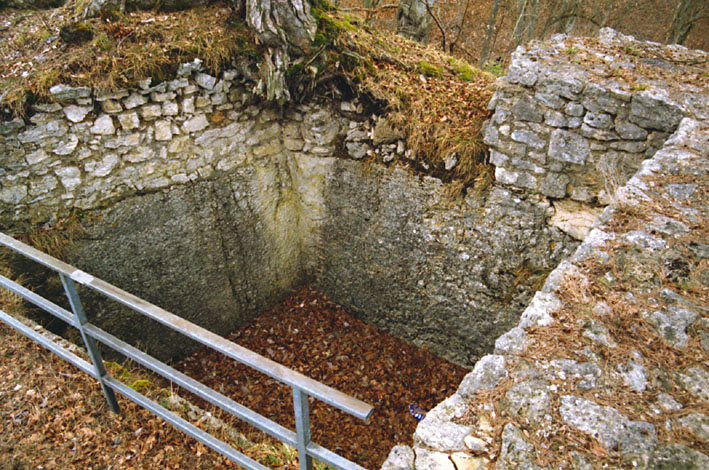
Keller oder Zisterne (März 2010)

In der nordöstlichen Ecke der Kernburg befindet sich eine aus dem Fels geschlagene, rechteckige Grube (teilweise ummauert), die entweder als Keller oder als Filterzisterne verwendet wurde.
Westlich der Kernburg wurden noch Spuren einer Vorburg – bestehend aus zwei Holzhäusern (eventuell Ökonomiegebäude) – entdeckt. Diese war aber, im Gegensatz zur Kernburg, nur (oder erst) sehr schwach mit Palisaden geschützt.

## Geschichte
Die Besiedlung der Alt-Schauenburg begann gemäss den Bodenfunden etwa 1275 bis 1280 und war Teil des Ausbaues der Rodungszone Schauenburg. Damit ist die Alt-Schauenburg die jüngere der beiden Schauenburgen.
Die Nutzung der Burg endet 1356 mit dem Erdbeben von Basel. Offenbar wurden Nutzen und Kosten der Behebung der Schäden, speziell unter Berücksichtigung der nahegelegenen Neu-Schauenburg, als ungünstig eingestuft, und so wurde die Burg Alt-Schauenburg aufgegeben, während die Neu-Schauenburg repariert wurde. Dies führte zu der missverständlichen Benennung in Alt- und Neu-Schauenburg: Der Term „Alt“ bezog sich auf den Erhaltungszustand (alt = kaputt) nach dem Erdbeben.
Die Ruine geriet in Vergessenheit, denn alle Güter und Rechte wurden offenbar mit der Neu-Schauenburg verbunden. Zum Vergessen trug auch bei, dass die Burgherren, die Schauenburger, gegen Ende des 14. Jahrhunderts (spätestens 1385), ausstarben. Erst Sondierungen in den Jahren 1949 bis 1954 zeigten den Standort der Ruine wieder auf. 1976/77 wurde die Alt-Schauenburg dann ausgegraben und konservierend restauriert.